# Miropotes
Miropotes (лат.) — род мелких наездников подсемейства Microgastrinae из семейства Braconidae (Ichneumonoidea). Эндемик Австралии.

## Распространение
Австралия.

## Описание
Мелкие паразитические наездники. От близких родов отличается субтреугольным ареолетом, средней длиной яйцеклада (он толстый, часто апикально изогнут кверху), его длина примерно вдвое меньше длины задней голени, волоски в основном на апикальной его половине. Первый тергит в 2-3 раза длиннее своей ширины, немного расширен на вершине и обычно сжатый между основанием и серединой. 2-й тергит субтреугольный. Жгутик усика 16-члениковый. Нижнечелюстные щупики 5-члениковые, нижнегубные щупики состоят из 3 сегментов. Дыхальца первого брюшного тергиты находятся на латеротергитах. Паразитируют на гусеницах бабочек.

## Систематика
Род был впервые выделен Дж. Никсоном в 1965 году. Miropotes принадлежит к подсемейству Microgastrinae.
- Miropotes boothis Austin, 1990
- Miropotes burringbaris Austin, 1990
- Miropotes cadgeis Austin, 1990
- Miropotes chookolis Austin, 1990
- Miropotes creon Nixon, 1965
- Miropotes goobitis Austin, 1990
- Miropotes katois Austin, 1990
- Miropotes kilkulunis Austin, 1990
- Miropotes petiolaris (Szepligeti, 1905)
- Miropotes thuraris Austin, 1990
- Miropotes austini Fernández-Triana & Whitfield, 2014
- Miropotes lordhowensis Fernández-Triana & Whitfield, 2014
- Miropotes neglectus Fernández-Triana & Whitfield, 2014
- Miropotes orientalis Fernández-Triana & Whitfield, 2014
- Другие виды